# Zaljev Ha Long
Zaljev Ha Long (vijetnamski: ịnh Hạ Long, što znači "zaljev silazećeg zmaja"; kineski: 下龍灣) je zaljev u zaljevu Tonkin, u vijetnamskoj pokrajini Quảng Ninh, i upravno pripada gradu Hạ Long, naselju Hạ Long i oblasti Van Don. Zaljev se sastoji od vapnenačkog krša i 1960 otoka različitih oblika i veličina na području od 1.553 km². Središnje područje veličine 334 km² ima najveću gustoću otočića (tzv. "vapnenačkih stupaca"), njih 775. 
Evolucija ovog krajolika i stvaranje njegovih geomorfoloških tvorevina je trajalo punih 20 miljuna godina zbog djelovanja tropske vlažne klime. Geomorfološke tvorevine uključuju skupine kupastih vrhova (fengcong) i izolirane "tornjeve" (fenglin) koje su oblikovane djelovanjem mora. Manji otoci su fenglin tornjevi koji imaju oštre litice visoke od 50 do 100 m, i još uvijek se mijenjaju otkidanjem kamenja i vapnenačkih ploča. Pored toga, tu se nalaze i najrazvijenije "usječene litice" na cijeloj stjenovitoj obali, tj. erozijom nastali podrezi u visini morske površine koji daju jedinstven izgled cijelom krajoliku. Osobita su i brojna jezera na većim vapnenačkim otocima, te brojne špilje od kojih se razlikuju tri vrste: podzemne ispod površine mora, krški otvori na površini mora i pomorski usjeci nastali djelovanjem valova na visini mora. 
Ovaj jedinsven krajolik ima i značajnu bioraznolikost tropskih zimzelenih, te oceanskih i priobalnih biosustava koji uključuju 14 endemskih biljnih vrsta i 60 endemskih životinjskih vrsta.
Arheološka istraživanja su potvrdila ljudsko prisustvo još od neolitika, te su se u ovom području izmijenjivale razne kulture: Soi Nhụ (18,000. – 7000. pr. Kr.), Cái Bèo (7000. – 5000. pr. Kr.) i Hạ Long (5000. – 3500. pr. Kr.). Zaljev je odigrao i važnu ulogu u povijesti Vijetnama, o čemu svjedoče brojni nalazi iz mjesta: humak Bài Thơ, špilja Đầu Gỗ i Bãi Cháy.
Najveći vijetnamski mislilac, Nguyen Trai, je prije 500 godina opisao Zaljev Ha Long kao „čudo od kamena na nebesima” (Lộ nhập Vân Đồn). God. 1962., zaljev Ha Long je zaštićen kao nacionalna baština, a 1994. godine je upisan na UNESCO-ov popis mjesta svjetske baštine u Aziji i Oceaniji kao slikovito mjesto, „nedirnuto ljudskom rukom, iznimne ljepote i velike biološke važnosti”. God. 2023., svjetska baština je proširena tako da uključuje i obližnje otočje Cát Bà, čime je ukupno zaštićeno 1.133 otoka i hridi, slikovite i nedirnute prirode.
- Panorama zaljeva Ha Long
- Zaljev Ha Long s brodovima
- Krški otočići
- "Pijetlovi koji se ljube"
- Fenglin toranj
- Fenglin toranj
- Špilja Thien Cung
- Špilja Sửng Sốt
- Plutajuće selo
- Pogled na zaljev s kopna

## Vanjske poveznice
- Panofotografije velike kvalitete  Arhivirana inačica izvorne stranice od 12. kolovoza 2011. (Wayback Machine) na Patrimonium-mundi.org
- Halong Travel  Arhivirana inačica izvorne stranice od 5. kolovoza 2018. (Wayback Machine) - turističke informacije